# Etichetta di identificazione

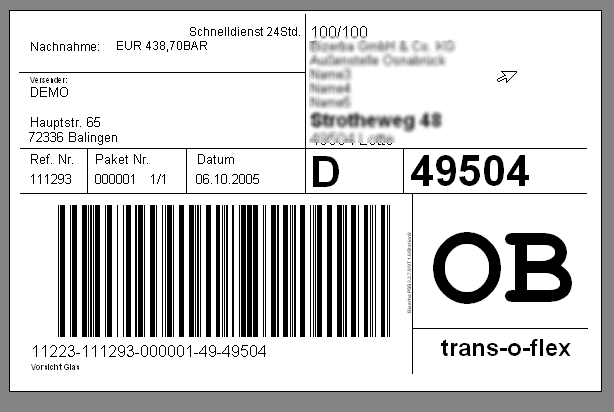
Un'etichetta autoadesiva con codice a barre

Un'etichetta di identificazione, o più semplicemente etichetta, è un qualunque foglio, in genere un adesivo, applicato a imballaggi o a un qualunque oggetto per permetterne l'identificazione, indicarne informazioni di qualunque genere o promuovere l'immagine di prodotti.
Oggi i materiali più utilizzati per le etichette di identificazione sono la carta e i film plastici, stampati da un lato e adesivizzati dall'altro (etichette autoadesive), forniti in fogli singoli o rotoli.
Esistono etichette di ogni genere, distinte a seconda del materiale con cui sono prodotte, del tipo di adesivo, del tipo di supporto (ad esempio carta siliconata), della tecnologia di stampa, della stabilità ad agenti atmosferici o del tipo di utilizzo.
Le smart label sono particolari etichette di identificazione integrate con piccoli microchip per l'identificazione a radio frequenza (RFID).
Le etichette di identificazione possono essere applicate a tutti i tipi di imballaggi e contenitori, come ad esempio scatole di cartone, bottiglie di vetro, barattoli o sacchetti di plastica.

## Storia

### Precursori dell'etichetta
A differenza delle anfore olearie che venivano usate solo una volta (perché i recipienti, usati ripetutamente, risultavano maleodoranti), le anfore vinarie potevano essere usate più volte; quindi la denominazione di origine poteva variare, per cui i contenitori di creta o gli otri erano contrassegnati con incisioni che indicavano la data e il luogo di origine.

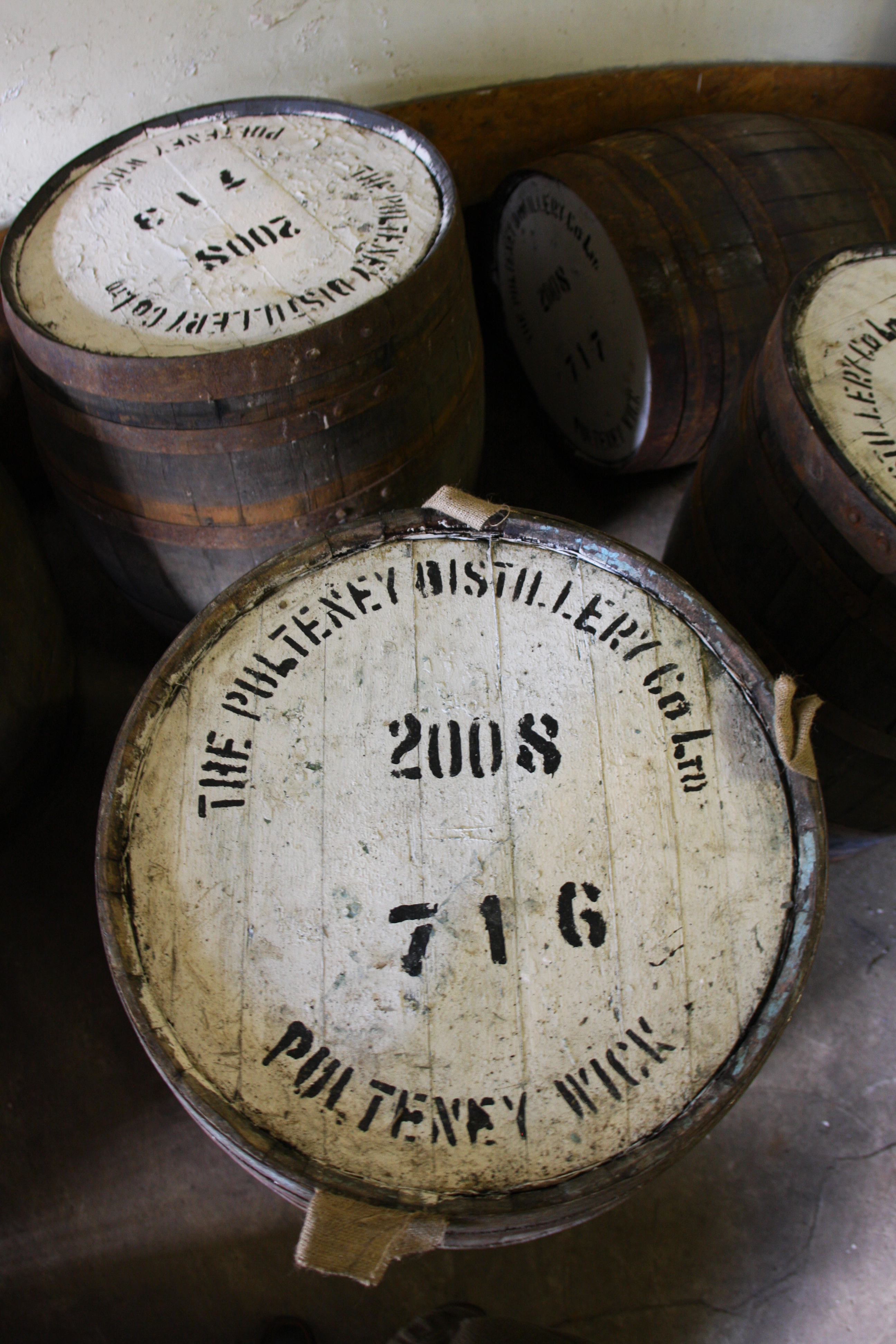
Botti riportanti sul fondo informazioni sul contenuto

Con l'introduzione delle botti si diffuse l'uso di riportare sul fondo della botte le informazioni sul contenuto.
L'arborello (barattolo di ceramica di forma cilindrica usato dagli speziali e destinato a contenere medicinali) sulla superficie convessa presenta una scritta circondata da un fregio decorativo, avente le funzioni di etichetta identificativa.
A partire dal XVII secolo, per identificare le bottiglie di champagne si ricorse a targhette di legno o di pergamena legate con spago al collo della bottiglia.
Esistevano contenitori di cuoio; questo materiale poteva accogliere un'impressione a fuoco per attestare l'origine e la qualità del contenuto.
All'inizio del XVIII secolo compaiono i primi cartellini stampati applicati a fiale di vetro o di cristallo, chiamati in Italia polizzini: sono piccoli documenti di garanzia adorni di stemmi ed emblemi fregiati che attestano la qualità e la quantità della bevanda con indicazione della casa produttrice.
Un altro antecedente dell'etichetta è il bottello, una semplice strisciola contornata da fregi essenziali (ottenuti tramite impressione al torchio) che indicava l'annata della vendemmia, il nome del produttore e la denominazione della bevanda.

### L'avvento dell'etichetta
Per diversi secoli la parola spagnola etiqueta era destinata ad indicare un cerimoniale di corte non solo in Spagna, ma anche in Francia e in Italia. Stare all'etichetta significava semplicemente attenersi alle regole di un comportamento aristocratico. Solo in seguito la parola passò a designare il cartellino che si attacca ad un recipiente.
Essa diventò attestato di garanzia e proposta commerciale. Nei primi decenni dell'Ottocento, con il moltiplicarsi dei prodotti aumenta il numero delle etichette e il gusto figurativo si aggiunge, senza soppiantarlo, a quello decorativo; non solo fregi tipografici ma anche figure e vedute di paesaggi. Per rappresentare concretamente la potenza e la forza si traggono dalla mitologia le figure di Giove, di Venere e di Marte, dalla storia e perfino dalla cronaca quelle di sovrani, di fanciulle e di guerrieri. Parallelamente compaiono scritte sempre più declamatorie: "nettare del pontefice", "liquore del pellegrino", "cognac Napoleone", ecc.

### La stampa cromolitografica

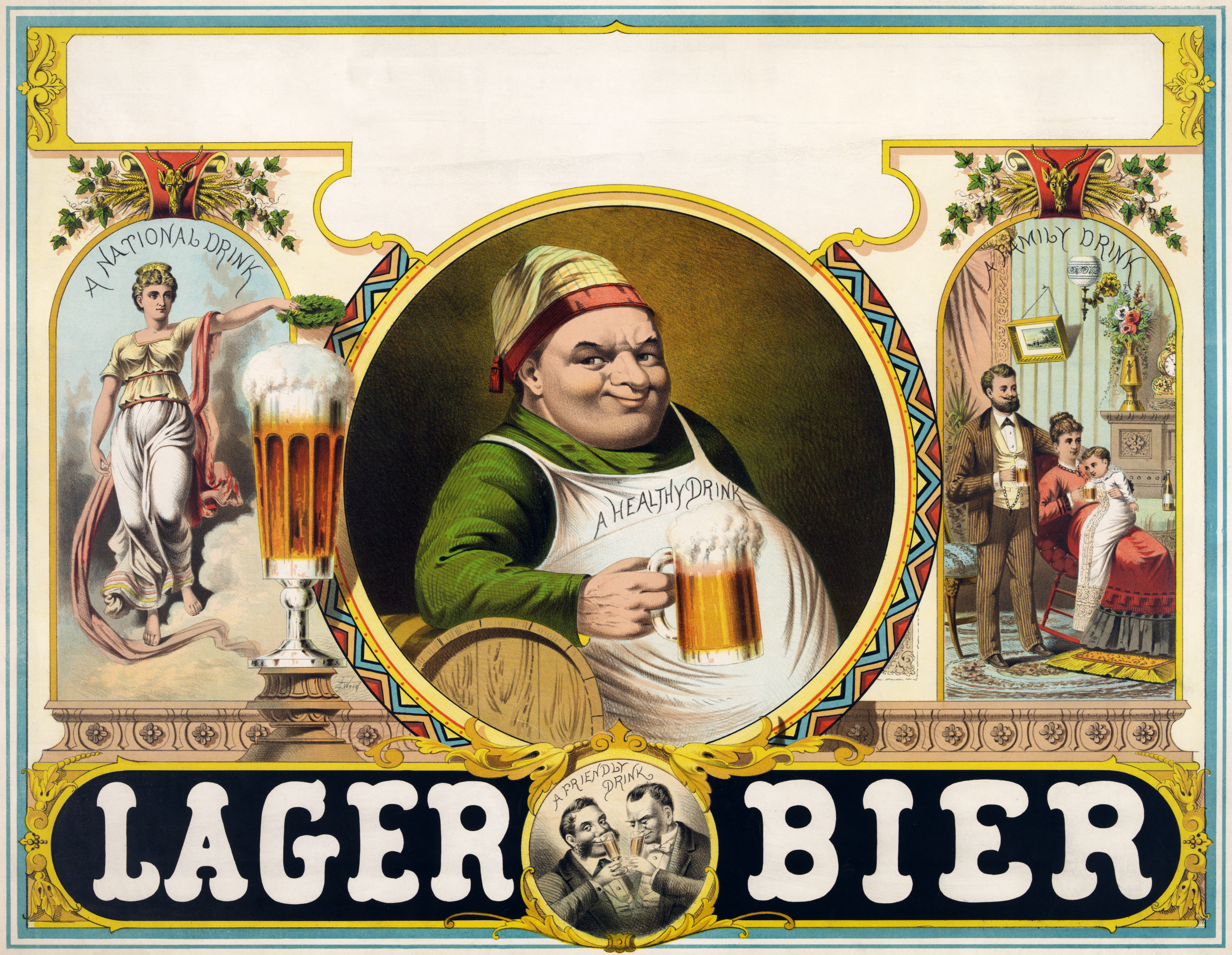
Stampa cromolitografica

La cromolitografia dette il colore all'etichetta. Nel procedimento antico della cromolitografia, i piani del disegno e i colori erano riportati in 12 o 13 pietre, ognuna corrispondente ad un colore differente; la tredicesima pietra era impiegata per decorare con un fondale dorato. Spesso, con ultima tiratura, si aggiungeva un sottile strato di lacca. Nel processo di stampa cromolitografica non era possibile utilizzare i caratteri tipografici; questi venivano sovrapposti successivamente mediante il processo tipografico.
Al periodo tra la fine dell'Ottocento e gli inizi del Novecento risale il passepartout, un'etichetta impiegata per liquori. I passpartout venivano creati in larga scala e distribuiti a diverse stamperie, che si occupavano di imprimere su di essi il nome del vino o del liquore secondo le richieste del committente. Lo stesso passpartout poteva illustrare prodotti diversi di diversi paesi.
Il passpartout era un prodotto assemblato: disegni e colore venivano creati a Parigi, Berlino e Milano, poi venivano distribuiti per tutta l'Europa in stamperie che aggiungevano tipograficamente indicazioni della bevanda e denominazioni del produttore.

### Nascita di un collezionismo
La Bonne Marchè aveva fatto affari d'oro allegando ai propri prodotti figurine che venivano collezionate a Parigi e fuori Parigi; la Liebig vendeva estratti di carne regalando le sue ricercatissime figurine. I produttori di liquore attaccano queste figurine sulle loro bottiglie. La stamperia Bognard di Parigi, su commissione della Liebig, produce 12 figurine riproducenti 12 passaporti e le offre al tempo stesso all'industria dei liquori, che le impiega come etichette facendone un richiamo da collezione. L'avventore, che è potenzialmente un collezionista, cerca di procurarsi in tutti i modi le 12 bottiglie che recano i passaporti. Alla serie fortunata dei 12 passaporti, corrispondenti a 12 Paesi, si allinea quella delle banconote, tre delle quali sono dedicate alla Francia. Le nazioni più importanti sono rappresentate in queste due serie. L'etichetta in questa veste si propone quindi come offerta promozionale: non è propriamente una réclame del prodotto, ma un dono destinato ad accontentare chi lo acquista.

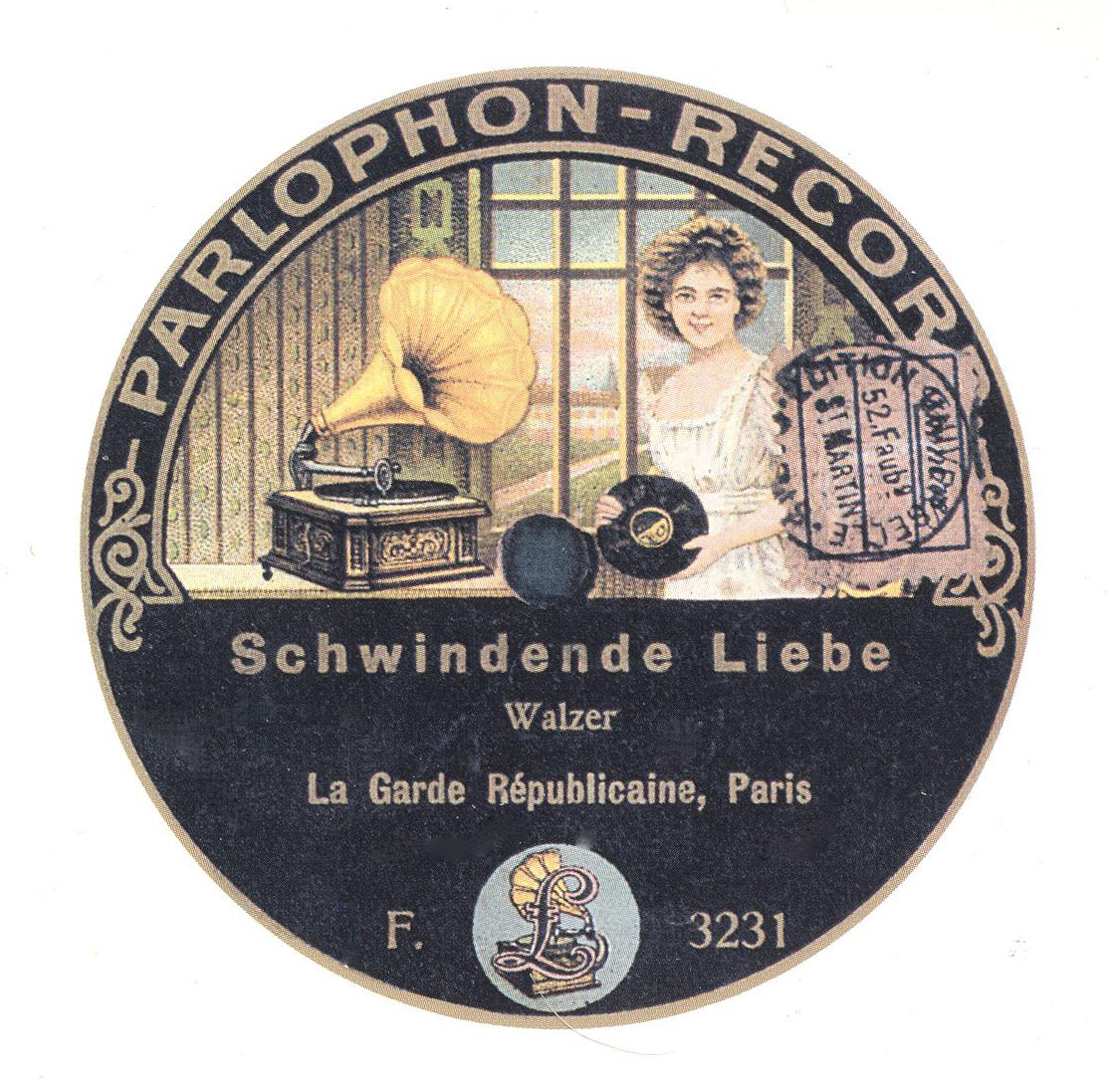
Etichetta di disco a 78 giri 1911

Già alla fine dell'Ottocento gli acquirenti di vini e di liquori potevano assicurarsi delle figurine, presentate nella versione di etichetta. In questo periodo si accese un forte interesse collezionistico verso le chromos (etichette ottenute tramite cromolitografia) che ditte produttrici di carne, di cioccolato e di bevande donavano come offerta aggiuntiva a chi acquistava questi prodotti. A partire dalla seconda metà del secolo scorso si moltiplicano i collezionisti di etichette, di vini e di liquori. La ripartizione dei collezionisti è operata con questi criteri: collezionisti di etichette di liquore, collezionisti di etichette di vini; collezionisti di etichette antiche (a partire dal Settecento fino alla prima metà del Novecento), collezionisti di etichette moderne (a partire dagli anni '50 fino ai nostri giorni).
In molti casi le etichette venivano prelevate direttamente dalle superfici delle bottiglie (la bottiglia veniva in precedenza immersa in acqua calda); ma questo procedimento sottoponeva l'etichetta stessa ad uno stress che incideva sul risultato finale. Per questa ragione l'interesse va per le cosiddette etichette vergini, cioè mai attaccate. Molte case vinicole provvedono a stampare in surplus un certo quantitativo di etichette destinate a venire incontro alle richieste dei collezionisti. Questo accorgimento consente al produttore di attuare un'operazione pubblicitaria che restituisce un conto positivo in quanto l'etichetta inserita nell'album del collezionista fa pubblicità a basso costo.

### La Belle Époque
Dall'ultimo decennio dell'800 fino alla prima guerra mondiale si svolge un periodo che avrebbe influenzato il clima sociale e artistico non soltanto della Francia, ma anche quello di altri paesi: la Belle Époque. Il fatto più rappresentativo di questo fenomeno sociale è probabilmente lo spettacolo, del cabaret e dei teatri, le théâtre gai au boulevard, che rappresenta spesso una commedia satirica, ma priva di valenza sociale. Questo quadro lo ritroviamo riprodotto nelle etichette di questo periodo. Esse ci presentano una società colta nel suo spontaneo atteggiarsi di fronte alla realtà: esprimono il gusto verso tutto ciò che è piacevole, raffinato e fuori del comune e ancora il rifiuto degli aspetti inquietanti della vita.
Le etichette dei liquori di questo periodo sono esteticamente pregevoli. La tematica volge su temi ricorrenti: la scelta di scene caricaturali, satiriche e il gusto per l'esotico. Artisti come Pierre Loti avevano parlato nelle loro opere d'incanti del Medio Oriente e delle spiagge della Polinesia e dei Caraibi: ecco un tema d'evasione spaziale. L'evasione diventa temporale ed è sviluppata attraverso la rappresentazione di scene che riverberano il fasto dell'antichità classica. Successivamente e in concomitanza della Belle èpoque esplode lo stile Liberty. Il liberty introduce nelle etichette le sue corde di cetra, gli steli, le foglie e le corolle di papavero. Si rompe la geometria dei fregi marginali e le stesse scritte, presentate con caratteri di fantasia, prendono accenti di languore: "rosolio di rosa", "liquore di fata", ecc.

### L'etichetta moderna
A partire dall'inizio del XX secolo si afferma il nuovo processo di stampa, la quadricromia, che consente di presentare un cartellino che consocia i caratteri tipografici con il colore. Qui il clichet sostituisce la pietra. Attraverso 4 o 5 impressioni tipografiche si ottengono impasti di colori che conferiscono all'etichetta uno smagliante aspetto. Le etichette di questo periodo si riconoscono dalle piccole sbavature dei diversi inchiostri e ancora da leggeri rilievi prodotti da taccheggio. Il taccheggio, usato dai maestri tipografi, era un rilievo cartaceo che l'artigiano creava per dare evidenza alle scritte presenti nel cartellino. Il risultato di questi prodotti è ancora eccellente.
Con l'avvento dell'offset, si introduce un procedimento più sbrigativo, ma non si tratta più di stampa diretta; i colori sono più opachi e il nero volge al grigio. L'etichetta diventa più commerciale ma, da un punto di vista estetico, meno pregevole. Tra le etichette dei periodi precedenti e quelle attuali, spesso c'è la differenza che esiste tra un quadro a olio e un semplice acquerello. Per questo molti produttori richiedono una stampa diretta che comporta costi più elevati ma risultati veramente soddisfacenti.

## Elementi presenti in un'etichetta
Un'etichetta di identificazione può riportare le seguenti informazioni in forma scritta:
- nome e ubicazione dell'azienda;
- nome e provenienza del prodotto;
- data di confezionamento e di scadenza del prodotto;
- prezzo del prodotto;
- quantità di prodotto, espressa in peso o in volume (ad esempio: peso netto, peso lordo, peso sgocciolato, volume in litri);
- ingredienti o composizione del prodotto.

Tali informazioni sono in genere accompagnate da un codice a barre (per la gestione delle operazioni di magazzino) e da alcuni simboli, tra cui:
- simbolo di stima: attesta che la massa (o il volume) indicata nell'etichetta del prodotto rispetta alcuni criteri specifici che riguardano l'errore commesso nella stima;
- simbolo per materiali riciclabili: indica che l'imballaggio o il prodotto sul quale è apposto tale simbolo è costituito da materiali riciclabili;
- codice di riciclaggio: identifica il materiale di cui è costituito l'imballaggio o il prodotto, in modo da facilitarne l'identificazione per la raccolta differenziata;
- "period after opening": indica il tempo massimo che può passare dall'apertura della confezione, oltre il quale le proprietà del prodotto siano pregiudicate;
- simboli di rischio chimico: segnalano alcuni pericoli chimici connessi al prodotto (ad esempio infiammabilità o tossicità);
- marchi di conformità: indicano che il prodotto rispetta alcuni parametri specifici; un esempio di marchio di conformità è il marchio CE.

Simbolo di stima
Simbolo per materiali riciclabili, chiamato Punto Verde
Codice di riciclaggio
Period after opening
Simbolo di rischio chimico per un materiale infiammabile
Marchio CE

Gli elementi presenti in un'etichetta di identificazione variano a seconda del tipo di prodotto a cui è associata l'etichetta e a seconda delle normative vigenti.

### L'etichetta nei prodotti alimentari

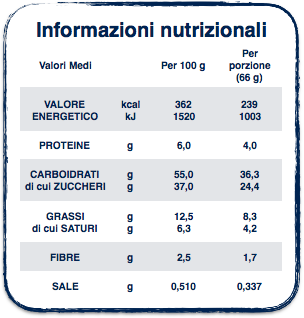
Etichetta nutrizionale stampata su un cartone del latte

#### Normativa europea
È in vigore il Regolamento UE 1169/2011 che ha aggiornato la normativa riguardo l'etichettatura dei prodotti alimentari e che pone nuovi obblighi relativamente all'indicazione delle sostanze allergizzanti, le quali devono figurare in etichetta come: cereali, frutta secca, anidride solforosa, soia, latte, arachidi.
L'etichetta può riportare ulteriori indicazioni come la data di produzione, il marchio di qualità (es: DOP, IGP), data di scadenza, elenco degli ingredienti, etichetta nutrizionale, modalità d'uso e conservazione, quantità netta, denominazione di vendita, oppure informazioni che il produttore decide d'inserire e che possono riguardare caratteristiche di pregio del prodotto.
Nell'etichettatura le indicazioni obbligatorie sono:
- denominazione di vendita
- elenco degli ingredienti in ordine decrescente di peso
- tra gli ingredienti quelli che sono considerati allergizzanti devono essere messi in evidenza
- la quantità di taluni ingredienti messi in evidenza nella denominazione
- quantità netta
- termine minimo di conservazione o data di scadenza
- le condizioni particolari di conservazione e/o le condizioni d'impiego
- il nome o la ragione sociale e l'indirizzo del responsabile dell'immissione sul mercato
- per alcune tipologie di prodotto, il paese d'origine o il luogo di provenienza
- le istruzioni per l'uso, per i casi in cui la loro omissione renderebbe difficile un uso adeguato dell'alimento
- per le bevande che contengono più di 1,2% di alcol in volume, il titolo alcolometrico volumico effettivo
- una dichiarazione nutrizionale
- lotto di produzione (non indicata però nel Reg. UE 1169/2011

#### Normativa italiana
Le regole date dal D.Lgs. n. 109 del '92, che era la norma previgente in Italia prima dell'emanazione del Reg. 1169/2011, rimangano in vigore solo per le parti non sovrapponibili.
Nell'etichettatura dei prodotti alimentari non si può:
- utilizzare termini e messaggi che possono trarre in inganno il consumatore sulle effettive caratteristiche del prodotto
- attribuire al prodotto proprietà che non possiede
- suggerire al prodotto che abbia caratteristiche particolari rispetto ad altri prodotti
- attribuire all'alimento un potere curativo

L'etichettatura nutrizionale riporta un valore energetico dei seguenti principi nutritivi: proteine, grassi, carboidrati, fibre, sale, vitamine e minerali. Essa diventerà obbligatoria dal 16 dicembre 2016 ed è oggi necessaria quando il messaggio pubblicitario afferma che l'alimento possiede caratteristiche nutrizionali particolari, ad esempio, l'alimento che dichiara di avere un tasso ridotto di valore energetico oppure il prodotto che dichiara in etichetta l'assenza o la presenza minima di grassi.

### L'etichetta nei capi di abbigliamento

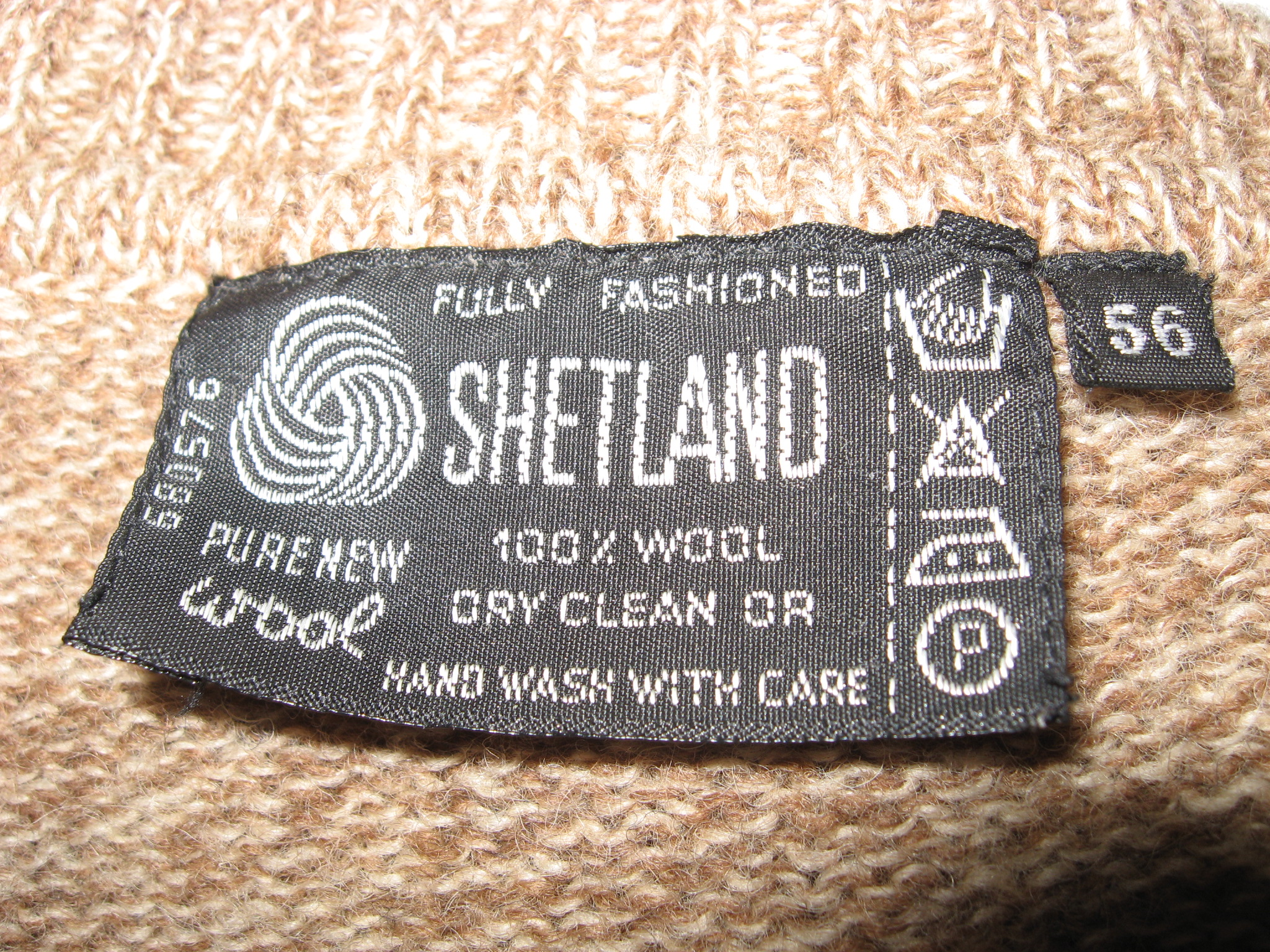
Etichettatura di manutenzione di un capo in lana

Oltre alle indicazioni sul produttore, l'etichetta sui capi di abbigliamento riportano:
- la taglia del capo di abbigliamento;
- le indicazioni sulla fibra tessile di cui è fatto il tessuto (ad esempio cotone, lana, viscosa);
- eventuali marchi di qualità (ad esempio "pura lana vergine");
- l'etichettatura di manutenzione.

### L'etichetta negli elettrodomestici
L'etichetta degli elettrodomestici riporta la classe di efficienza energetica, la classe di isolamento ed eventuali marchi di qualità (ad esempio la marcatura CE e il marchio IMQ).